# Graskop
Graskop (« colline herbeuse » en afrikaans) est un village de la province du Mpumalanga en Afrique du Sud, située à environ 1 400 mètres d'altitude. Elle fut établie au Transvaal dans les années 1880 comme camp pour chercheurs d'or, mais est désormais essentiellement active pour l'exploitation forestière, l'agriculture et le tourisme. 

## Odonymie

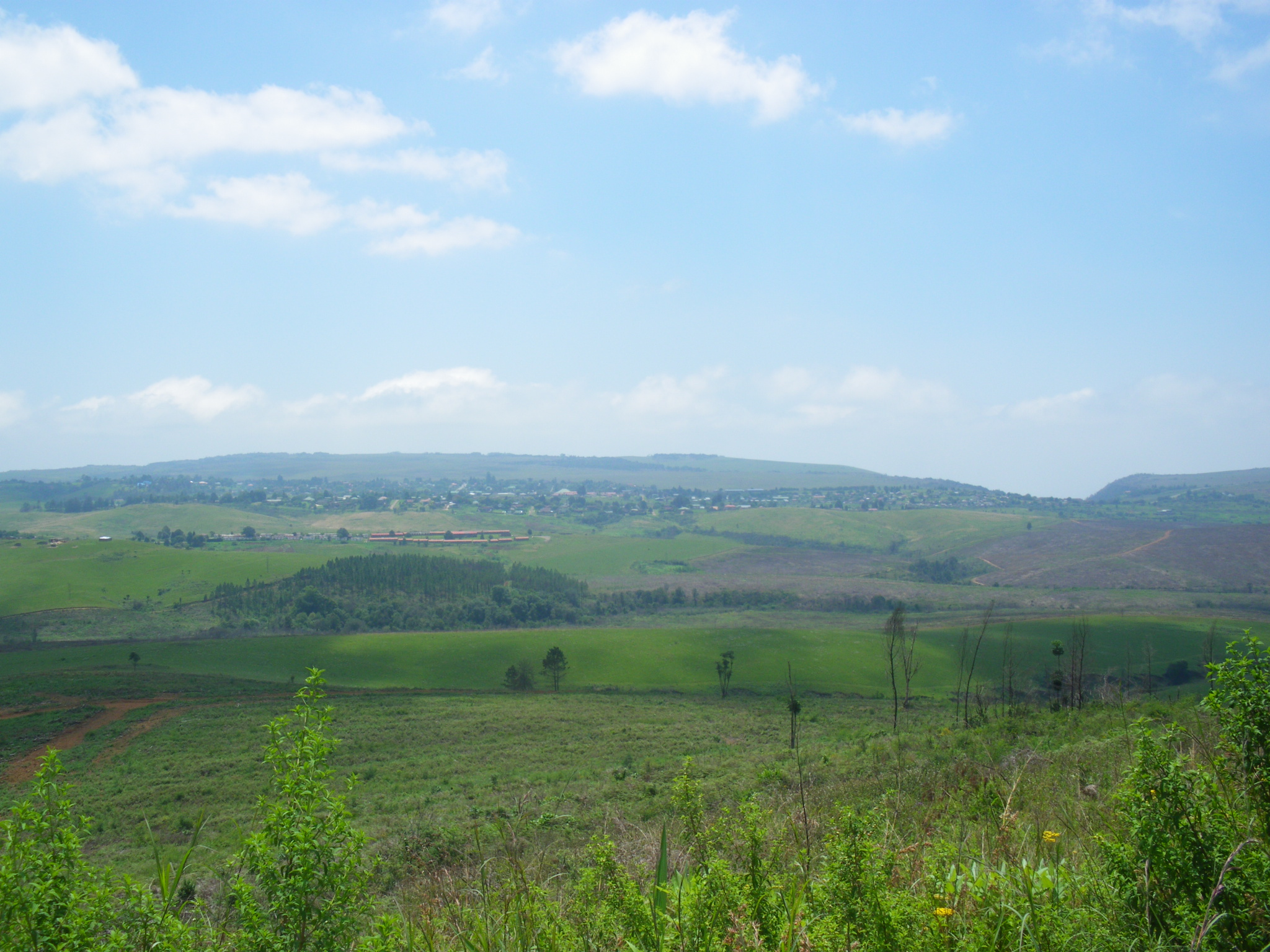
Vue de Graskop

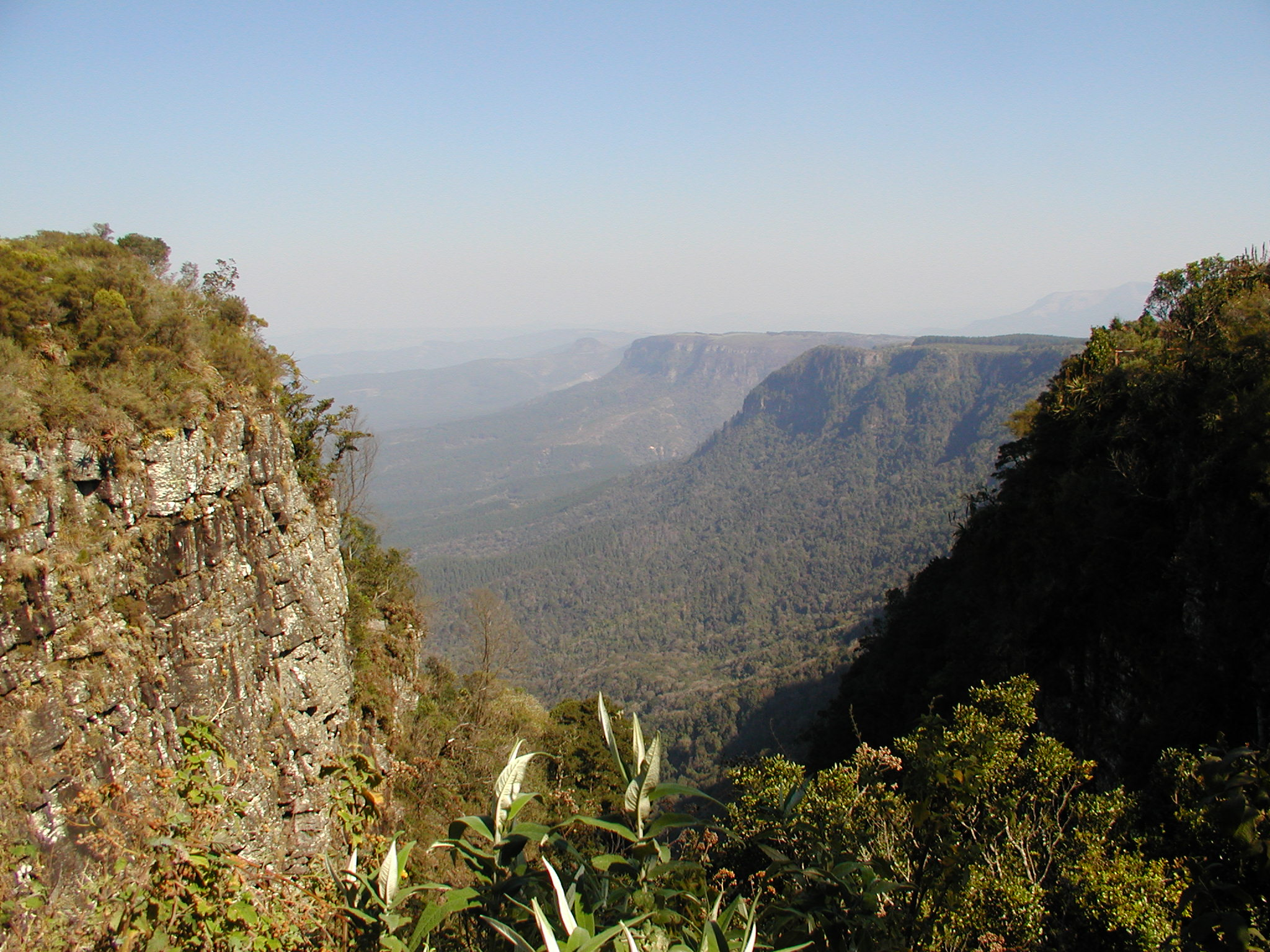
La vue de God's Window

Les rues de Graskop portent principalement les noms de personnalités politiques boers, voortrekkers (Louis Trichardt, Paul Kruger) ou d'évènements historiques liés à l'histoire des Afrikaners (Bloed River, Voortrekkers).

## Démographie
Selon le recensement de 2011, Graskop compte 3 996 habitants (61,26% de noirs, 22,90% de blancs et 12,99% de coloureds). 
L'afrikaans est la première langue maternelle de la population locale (29,39%) devant le sepedi (22,03%) et le sesotho (14,85%).

## Sites touristiques
Graskop est une station touristique d'altitude renommée, idéalement située sur la route panoramique permettant d'atteindre plusieurs sites touristiques de l'est de la province tel que :
- God’s Window, (« La fenêtre de Dieu »), une vue depuis l'escarpement du Drakensberg vers le Lowveld
- le Blyde River Canyon
- Pilgrim's Rest
- les Chutes de la Mac-Mac
- le parc national Kruger